# Dagomba (Volk)

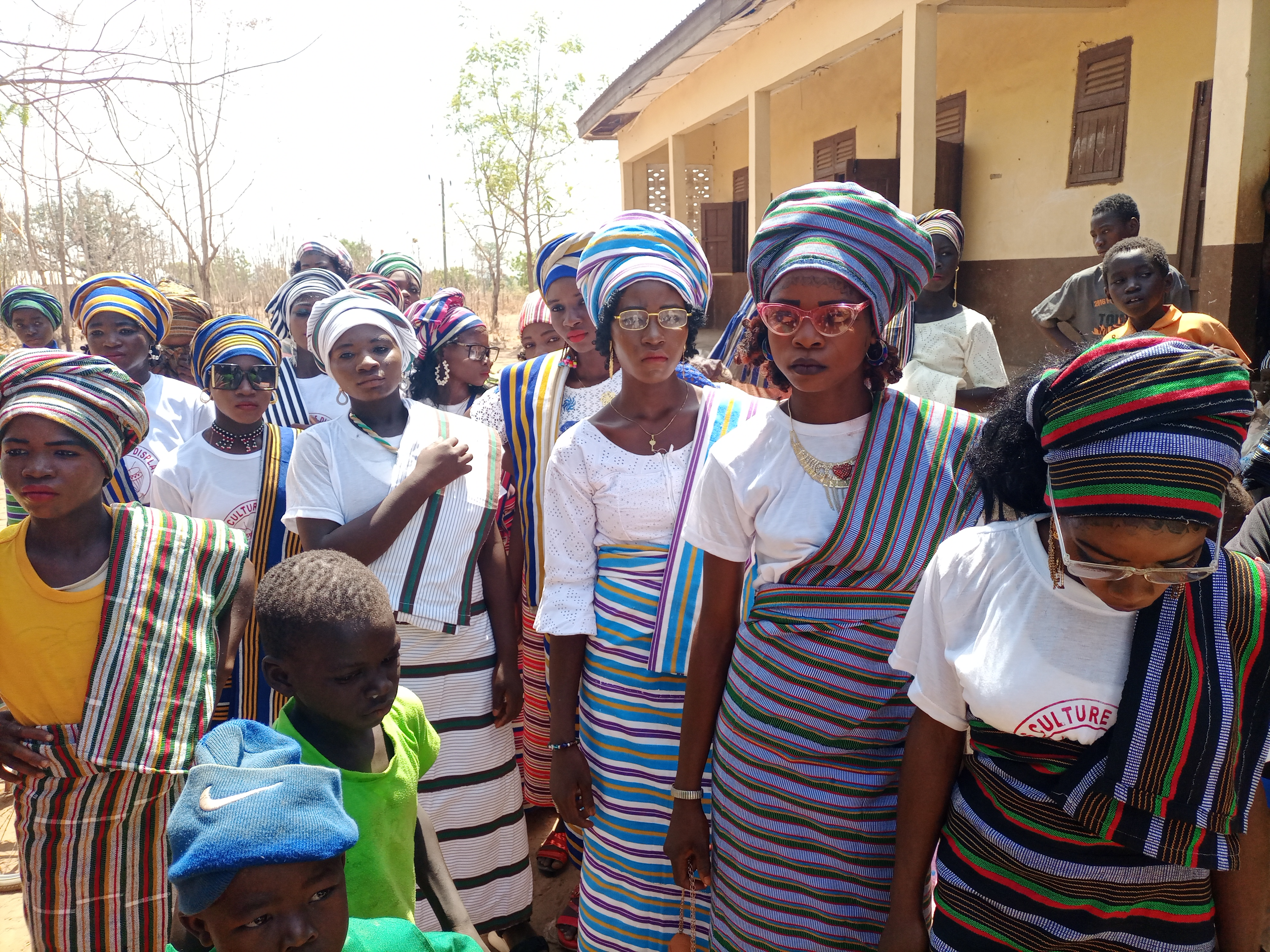
Dagomba

Die Dagomba, auch Dagbamba, Dagbane, sind eine Ethnie in der Northern Region von Ghana, die vorwiegend islamischen Glaubens und patrilinear ist. Die Sprache Dagbani wird von ca. 800 000 Menschen gesprochen.
Die Dagomba sind nahe verwandt mit den Mossi in Burkina Faso und den ghanaischen Mamprusi. Das Siedlungsgebiet umfasst sieben Distrikte: Tamale Municipality, Tolon/Kumbungu, Savelugu/Nantong, Yendi, Gushegu/Karaga, Zabzugu/Tatali und Saboba/Cheriponi. Die größte Stadt im Gebiet der Dagomba ist Tamale.

## Königtum der Dagomba
Die drei Völkerschaften Mossi, Mamprussi und Dagomba haben im 17. und 18. Jahrhundert im heutigen Nordghana und im heutigen Burkina Faso große Reiche errichtet, die unter dem Namen Mossi-Staaten zusammengefasst werden. Eines davon ist das Königreich Dagomba.

## Politik
Durch zwei blutige Ereignisse gerieten die Dagomba auch in Europa in die Schlagzeilen. 1994 entluden sich die Spannungen insbesondere zwischen den Dagomba und den nomadischen Konkomba in den blutigsten ethnischen Konflikten, die der Staat Ghana bis dahin erlebt hat. Mehrere tausend Menschen wurden getötet.
2002 führte ein Thronfolgestreit um den Ya Na zwischen verfeindeten Clans in der Stadt Yendi (siehe dort) zum Tod von 34 Menschen.